# لوسيان الأنطاكي

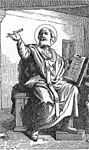
لوسيان الأنطاكي

لوسيان الأنطاكي قديس سوري (240—7 كانون الثاني / يناير، 312) لوقيانوس كان في وقت مبكر لاهوتي ومعلم مؤثر من المسيحية، ولاسيما الأرثوذكسية الشرقية والشرقية الكاثوليك. اشتهر بالورع والتقشف.

## حياته
نشأ لوقيانوس في مدينة أنطاكية، ويرجح البعض أنه من مدينة سميساط السورية في الشمال الشرقي من سورية. تلقى في شبابه العلوم الدنيوية. ولما مات والده وهو في سن الثانية عشرة وزع ما لديه على الفقراء وارتحل إلى مدينة الرها في منطقة الجزيرة السورية حيث تتلمذ لمعلم كبير هو مكاريوس. وقد قال عنه القديس إنه كان «ناسكا كبيرا». يقول الكسندروس الأول (بابا الإسكندرية) أن القديس لوسيان تأثر لفترة طويلة ببولس السميساطي الفيلسوف والأديب الخيالي الذي أدين في إنطاكية عام 269م، فحُرِم من شركة الكنيسة لفترة، وهذا يتضح من بقايا جواب كتبه للكنيسة في إنطاكية.